# Jason Allison
Jason Paul Allison, född 29 maj 1975 i North York, Ontario, är en kanadensisk professionell ishockeyspelare som spelade för Washington Capitals, Boston Bruins, Los Angeles Kings och Toronto Maple Leafs i NHL. Allison valdes av Washington Capitals som 17:e spelare totalt i 1993 års NHL-draft.

## Klubbar
- Toronto Maple Leafs 2005–06
- Los Angeles Kings 2001–03
- Boston Bruins 1997–2001
- Washington Capitals 1994–97
- Portland Pirates 1994–96
- London Knights 1991–95

## Statistik

### Klubbkarriär
| 1991–92    | London Knights      | OHL        | 65  | 11  | 19  | 30  | 15  | 7  | 0 | 0  | 0  | 0  |
| 1992–93    | London Knights      | OHL        | 66  | 42  | 76  | 118 | 50  | 12 | 7 | 13 | 20 | 8  |
| 1993–94    | London Knights      | OHL        | 56  | 55  | 87  | 142 | 68  | 5  | 2 | 13 | 15 | 13 |
| 1993–94    | Washington Capitals | NHL        | 2   | 0   | 1   | 1   | 0   | —  | — | —  | —  | —  |
| 1994–95    | London Knights      | OHL        | 15  | 15  | 21  | 36  | 43  | —  | — | —  | —  | —  |
| 1994–95    | Portland Pirates    | AHL        | 8   | 5   | 4   | 9   | 2   | 7  | 3 | 8  | 11 | 2  |
| 1994–95    | Washington Capitals | NHL        | 12  | 2   | 1   | 3   | 6   | —  | — | —  | —  | —  |
| 1995–96    | Portland Pirates    | AHL        | 57  | 28  | 41  | 69  | 42  | 6  | 1 | 6  | 7  | 9  |
| 1995–96    | Washington Capitals | NHL        | 19  | 0   | 3   | 3   | 2   | —  | — | —  | —  | —  |
| 1996–97    | Washington Capitals | NHL        | 53  | 5   | 17  | 22  | 25  | —  | — | —  | —  | —  |
| 1996–97    | Boston Bruins       | NHL        | 19  | 3   | 9   | 12  | 9   | —  | — | —  | —  | —  |
| 1997–98    | Boston Bruins       | NHL        | 81  | 33  | 50  | 83  | 60  | 6  | 2 | 6  | 8  | 4  |
| 1998–99    | Boston Bruins       | NHL        | 82  | 23  | 53  | 76  | 68  | 12 | 2 | 9  | 11 | 6  |
| 1999–00    | Boston Bruins       | NHL        | 37  | 10  | 18  | 28  | 20  | —  | — | —  | —  | —  |
| 2000–01    | Boston Bruins       | NHL        | 82  | 36  | 59  | 95  | 85  | —  | — | —  | —  | —  |
| 2001–02    | Los Angeles Kings   | NHL        | 73  | 19  | 55  | 74  | 68  | 7  | 3 | 3  | 6  | 4  |
| 2002–03    | Los Angeles Kings   | NHL        | 26  | 6   | 22  | 28  | 20  | —  | — | —  | —  | —  |
| 2005–06    | Toronto Maple Leafs | NHL        | 66  | 17  | 43  | 60  | 76  | —  | — | —  | —  | —  |
| NHL totalt | NHL totalt          | NHL totalt | 552 | 154 | 331 | 485 | 441 | 25 | 7 | 18 | 25 | 56 |
| OHL totalt | OHL totalt          | OHL totalt | 202 | 123 | 203 | 326 | 167 | 24 | 9 | 26 | 35 | 21 |

### Internationellt
| År            | Lag           | Turnering     |    | Matcher | Mål | Assist | Poäng | Utv |
| ------------- | ------------- | ------------- | -- | ------- | --- | ------ | ----- | --- |
| 1994          | Kanada        | JVM           | 7  | 3       | 6   | 9      | 2     |     |
| 1995          | Kanada        | JVM           | 7  | 3       | 12  | 15     | 6     |     |
| Junior totalt | Junior totalt | Junior totalt | 14 | 6       | 18  | 24     | 8     |     |